# Yves Feys
Yves Feys (Torhout, 16 januari 1969) is een Belgische  ex-voetballer. Hij speelde als doelman.
Feys begon zijn voetballoopbaan op 9-jarige leeftijd bij Cercle Brugge. Hij bracht het er tot bij het fanionelftal en speelde met de groen-zwarten voortdurend in de hoogste nationale voetbalafdeling. Bij de degradatie van Cercle in het seizoen 96/97 verliet hij de club en ging hij voor drie seizoenen aan de slag bij Excelsior Moeskroen. Het laatste jaar kwam hij niet veel meer aan spelen toe, en keerde hij terug naar Cercle. Hij werd er tweede doelman na Björn Sengier. Het seizoen nadien werd de groen-zwarte tenue van Cercle geruild voor de rood-witte uitrusting van Antwerp FC. Daar volgden 3 seizoenen voetbal in Eerste Klasse en één seizoen in Tweede. Z'n carrière sloot hij af bij SK Deinze.
Feys speelde 221 wedstrijden in het eerste elftal van Cercle en won er drie keer de Pop-Poll.
Tijdens en na z'n carrière als doelman hield Feys zich bezig met het runnen van een bouwonderneming in Zedelgem tot die failliet ging. Momenteel is hij actief als werfleider bij een grote bouwonderneming in Oostende.